# 胸突坂

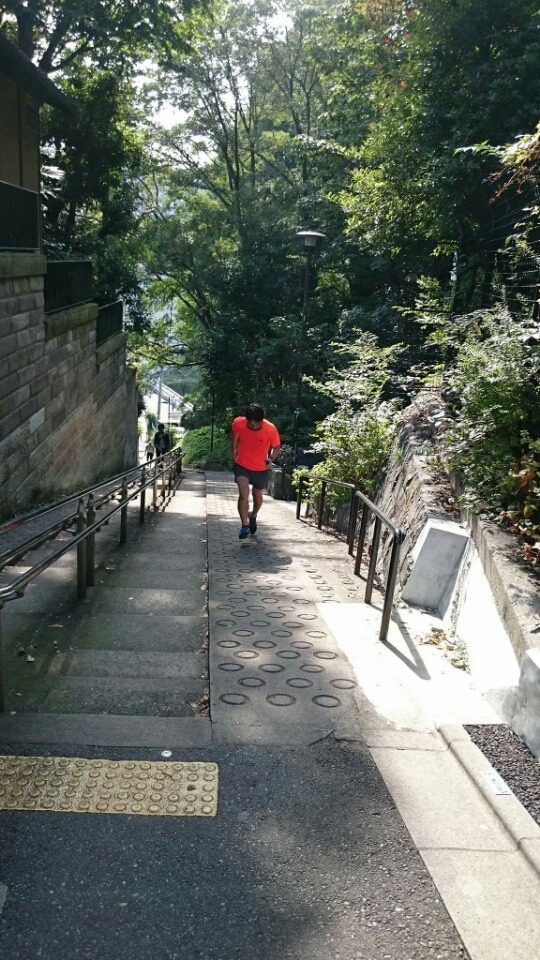
胸突坂を上から見た写真

胸突坂（むなつきざか）は、東京都文京区関口二丁目と同区目白台一丁目にまたがる坂である。この坂の下に神田上水の守護神である水神社があることから、別名は水神坂。

## 概要
神田川にかかる駒塚橋からを見て、左手に水神社の白い鳥居と、右手の関口芭蕉庵の塀に挟まれた細い道を、目白台に上るための坂である。周囲には肥後細川庭園、椿山荘、永青文庫、関口芭蕉庵等、趣きある場所にある。
階段とスロープによって成り立っていて、かなりの急勾配であるため、途中に休憩所が設けられている。自転車も通れるが乗ったまま下るのはきわめて危険である。上りきると和敬塾がある。
傾斜は16度・29％、東京23区屈指の急坂である。胸を突くようにして登らなくてはならないことからこの名前がついたと言われる。

## その他
早稲田大学に近く、近隣に消防署や学生寮、道場、ボクシングジムなどもあるため、夜間や早朝など人通りが疎らな時間帯を見計らい、繰り返し一気に駆け上がるトレーニングや、駆け上がってそのまま和敬塾、永青文庫を周り幽霊坂を降り神田川沿いを周回するファルトレク(Fartlek)などに使われている。
ドラマの撮影や、BanG Dream!などの漫画・アニメの舞台に使われることもある。